# Paper Doll
Paper Doll ist ein US-amerikanischer Popsong, der bereits im Jahre 1915 komponiert wurde, aber erst 1942 nach seiner Veröffentlichung durch die Mills Brothers sich zum Millionenseller entwickelte.

## Entstehungsgeschichte

Mills Brothers - Paper Doll (Version vom September 1950)

Paper Doll entstand bereits während des Ersten Weltkrieges im Jahre 1915, konnte jedoch erst während des Zweiten Weltkrieges berühmt werden. Der Autor Johnny S. Black wurde hierzu nach einer unglücklich verlaufenen Liebesaffäre inspiriert, fand jedoch zunächst keinen interessierten Musikverlag. Erst 1930 erbarmte sich der Verlag Edward B Marks Music Company und gab Black 50 Dollar hierfür. Ein gewisser Tommy Lynn übernahm den Song ab 1930 für seine Nachtclub-Auftritte, aber sonst schien sich aus der Musikbranche niemand hierfür zu interessieren. Erst als die Mills Brothers 1941 auf der Suche nach weiterem Songrepertoire waren, wurde das vernachlässigte Paper Doll wieder aufgegriffen. Die erfolgsgewohnten Mills Brothers waren vier echte afroamerikanische Brüder (John, Herbert, Harry und Donald Mills), die bereits seit 1931 Plattenaufnahmen machten.
Das Original wurde am 18. Februar 1942 in nur 15 Minuten und lediglich mit Gitarrenbegleitung aufgenommen; Donald Mills wählte jedoch als A-Seite für die Single I'll Be Around aus. Veröffentlicht im April 1942 (Decca #18318), erreichte die Ballade über einen von seiner Geliebten hintergangenen Mann, der sich eine Papierpuppe kauft und diese stellvertretend verehrt, zunächst nur einen Rang 20 der Hitparade. Als Paper Doll nach über einem Jahr schließlich am 17. Juli 1943 wieder in die Charts kam, hielt sich die Single vom 6. November 1943 an für 12 Wochen auf Rang eins der Hitparade und #2 der „Harlem Hit Parade“, in der sie sie 29 Wochen blieb. Die Ballade repräsentiert den für die Mills Brothers typischen Gesangsstil: sie imitieren Musikinstrumente, sodass der Hörer den Eindruck einer begleitenden Studioband bekommt.

## Millionenseller
Bis Ende September 1943 waren 700.000 Platten und über 450.000 Notenblätter von Paper Doll verkauft, insgesamt wurden 6 Millionen Schallplatten umgesetzt. Es war der erfolgreichste Song der Mills Brothers in ihrer über 50 Jahre dauernden Plattenkarriere, während der sie 2.490 Songs aufgenommen hatten. „Jeder kann Paper Doll aufnehmen, aber keiner kommt an die erfolgreiche Aufnahme der Mills Brothers heran“, kommentierte Billboard. Paper Doll entwickelte sich zu einem Kriegsschlager, denn „dieses musikalische Notizbuch dudelte aus jedem Rundfunkgerät und jeder Jukebox in Amerika“. Die Mills Brothers sollten ihren größten Hit noch drei weitere Male aufnehmen: 1947, 1959 und 1974.

## Schicksal des Komponisten
Der exzentrische Johnny S. Black hatte im Jahre 1920 auch Dardanella komponiert. Der am 30. September 1891 in St. Louis geborene Black verstarb sehr jung am 9. Juni 1936 in der Folge einer ungeklärten Schlägerei. Deshalb konnte er den Erfolg von Paper Doll nicht mehr miterleben und verstarb sechs Jahre vor der Veröffentlichung von Paper Doll.
Der größte Teil seiner Tantiemen aus Paper Doll floss an seinen noch lebenden 81-jährigen Vater. Black selbst hatte die gesamten Einnahmen aus Dardanella aufgebraucht und war bei seinem Tod vermögenslos. Am 8. Dezember 1943 lief Blacks Vertrag mit dem Musikverlag Edward B. Marks aus, wodurch neue Streitigkeiten diesmal über die Erbschaftsfrage ausgelöst wurden.

## Coverversionen
Paper Doll erhielt einen BMI-Award und wurde dem BMI zufolge noch weitere 8-mal gecovert. Schon bald brachten Bing Crosby, Frank Sinatra (1943) und Louis Armstrong ihre Versionen auf den Markt, jedoch ohne besonderen Erfolg. Lena Horne, Perry Como (1943) und die Ink Spots nahmen den Song ebenfalls auf. Der Diskograf Tom Lord listet im Bereich des Jazz insgesamt 1 (Stand 2015) Coverversionen, u. a. auch von Harry James, Glenn Miller, Hal McIntyre, Stan Kenton, Sonny Dunham, Carl Ravazza, Raymond Scott, Wingy Manone, Fred Bohler, Oscar Alemán, Eddie Barclay, Alice Babs, Louis Prima, The Four Freshmen, Si Zentner, Arne Bue Jensen und Harry Allen. Paper Doll ist in einigen Hollywood-Produktionen zu hören, insbesondere Hi, Good Lookin'  (1944), American Graffiti (1973) und The Majestic (2001).